# 札幌市警察部
札幌市警察部（さっぽろしけいさつぶ）は、北海道警察が警察法第52条に基づき札幌市に設置している部門（市警察部）。同条では「指定市の区域内における道府県警察本部の事務を分掌させるため、当該指定市の区域に市警察部を置く。」と定められており、政令指定都市である札幌市に設置されているが、同市に北海道警察本部がある。

## 概要
- 市警察部長 - 警視正の警察官が就く
- 事務分掌 - 警務部警務課が兼務
- 組織 - 札幌市警察部企画課
- 職員 - 警務部理事官兼企画課長(警視)、企画課次席(警視)、課長補佐（警部）

## 管轄の警察署
- 中央警察署
- 東警察署
- 西警察署
- 南警察署
- 北警察署
- 白石警察署
- 豊平警察署
- 厚別警察署
- 手稲警察署